# OFC Beach Soccer Championship 2013
L'OFC Beach Soccer Championship 2013 è la 5ª edizione di questo torneo.

## Squadre partecipanti
- Nuova Caledonia
- Isole Salomone
- Vanuatu

## Partite
| Squadra 1       | Risultato | Squadra 2       |
| --------------- | --------- | --------------- |
| Isole Salomone  | 8-3       | Vanuatu         |
| Nuova Caledonia | 7-6       | Vanuatu         |
| Isole Salomone  | 7-6       | Nuova Caledonia |

## Classifica finale
| Squadra         | G | V | V+ | P | GF | GS | +/- | P |
| --------------- | - | - | -- | - | -- | -- | --- | - |
| Isole Salomone  | 2 | 2 | 0  | 0 | 14 | 3  | +11 | 6 |
| Nuova Caledonia | 2 | 1 | 0  | 1 | 7  | 12 | −5  | 3 |
| Vanuatu         | 2 | 0 | 0  | 2 | 9  | 15 | −6  | 0 |